# La strada per Itaca
La strada per Itaca è un romanzo della scrittrice italoamericana Ben Pastor, il nono nel ciclo dedicato al personaggio ricorrente di Martin Bora, ufficiale dell'esercito tedesco durante la Seconda guerra mondiale.
Momentaneamente impiegato a Mosca presso il corpo diplomatico, il capitano Martin Bora riceve l'incarico di recarsi a Creta: sull'isola rimane coinvolto nell'indagine riguardante una strage di civili.

## Titolo
Come si evince dalla narrazione, il titolo del romanzo è giustificato dal fatto che l'avventura vissuta dal protagonista viene paragonata ad una sorta di piccola Odissea, nella quale l'espressione "la strada per Itaca" diventa metafora del suo tentativo di tornare sano e salvo a casa.

## Incipit
tre settimane prima dell’invasione dell’Unione Sovietica . 

‘’Se Martin Bora avesse saputo che entro mille giorni avrebbe perso tutto ciò che aveva (ed era), quella domenica non si sarebbe comportato in modo apprezzabilmente diverso.
 Quella domenica, le cose erano come erano.»
(Traduzione dall'inglese di Luigi Sanvito)

## Trama
Tarda primavera del 1941. A Mosca Martin Bora, giovane capitano della Wehrmacht, lavora come assistente del colonnello Krebs, addetto militare dell'ambasciata tedesca. Riceve l'incarico di recarsi a Creta, appena conquistata dall'aviazione tedesca, per procurare sessanta bottiglie di vino pregiato a Lavrentij Pavlovič Berija, il capo dei Servizi di Sicurezza sovietici.
 Arrivato ad Iraklion dopo un lungo volo, Bora viene però raggiunto da un ordine che cambia le sue consegne: dovrà occuparsi di una strage di civili, avvenuta pochi giorni prima. 
 Gli uccisi sono Alois Villiger, un professore svizzero, archeologo e collaboratore di Himmler per le ricerche sulla razza ariana, la sua governante Sifronia e tre braccianti della tenuta in cui tutti abitavano. In base alla testimonianza di Powell, un sottoufficiale inglese poi fuggito, della strage è stato accusato un gruppo di parà tedeschi. Sinclair, un altro ufficiale inglese ora prigioniero, ha ricevuto dal collega il resoconto dei fatti e alcune foto scattate sul luogo della strage. Sinclair ha insistito per essere ascoltato, e adesso tanto la Croce Rossa quanto l'Ufficio per i Crimini di Guerra esigono chiarimenti.
 Il gruppo di paracadutisti incriminato è guidato dal capitano Preger, un tempo amico di Bora, ma ora comprensibilmente ostile e poco disposto a collaborare.
 Nel corso della complessa indagine Bora viene utilmente assistito dal commissario Kostaridis, della locale polizia; in realtà esistono altri possibili colpevoli della strage, però è necessario provare come siano andate le cose. Bora parla con Sinclair, ma per ascoltare una testimonianza più diretta si mette anche alla ricerca di Powell, che presumibilmente ha trovato rifugio sui monti dell'entroterra. Per guidarlo nel corso dell'esplorazione, i suoi superiori gli affiancano Frances Allen, un'archeologa americana che conosce perfettamente l'isola e il dialetto cretese. Alla donna è stato fatto credere che il marito, un patriota cretese resosi irreperibile, sia prigioniero dei tedeschi e che la sua vita dipenda da una totale collaborazione. Frances è dunque piuttosto ostile, ma con il suo aiuto Bora riesce a raggiungere il luogo in cui hanno trovato rifugio gli inglesi. Powell purtroppo è appena morto a causa delle ferite riportate, ma un altro inglese racconta di nuovo a Bora la storia della strage, mettendolo sulla strada giusta per risolvere il caso.
 Come era nei patti, Bora libera Frances Allen, poi torna ad Iraklion con un viaggio rapido e denso di insidie. In città parla di nuovo con Sinclair e riceve utili informazioni raccolte dall'amico Bruno Lattmann. A questo punto dell'indagine Bora è ormai certo di come siano andate le cose: è in grado di scagionare i paracadutisti tedeschi, anche se per incastrare definitivamente il vero colpevole saranno necessarie ulteriori indagini e perizie balistiche sulle armi. Non sarà lui a portare a termine il lavoro: Bora deve rientrare a Mosca, tuttavia in seguito verrà a sapere che con l'inatteso contributo del commissario Kostaridis il colpevole della strage ha pagato il suo debito.
 Espulso da Mosca a causa della sua attività di controspionaggio, Bora sale su di un treno che lo porta verso il confine polacco: l'assenza sarà però molto breve, dato che di lì a tre settimane il Reich darà il via all'Operazione Barbarossa, invadendo il territorio dell'Unione Sovietica.

## Personaggi
- Martin Bora. Capitano della Wehrmacht e collaboratore dell'Abwehr. In questa fase della sua vita è ancora molto giovane e mantiene intatte gran parte delle illusioni che in seguito perderà. Dalla sua partecipazione alla guerra si aspetta di ottenere gloria e risultati concreti, ma la guerra non lo ha ancora messo duramente alla prova

- Bruno Lattmann. Capitano e collega di Bora nell'Abwehr, suo amico personale e parente acquisito, in quanto cugino della moglie del fratello Peter. Ironico e disponibile, è per Martin una preziosa fonte di informazioni.
- Vairon Kostaridis. Commissario di polizia a Creta; apparentemente sciatto, tardo e sonnolento, è in realtà abile e capace di azione. Membro della squadra greca di tiro con la pistola alle Olimpiadi del 1920, in quell'occasione ha vinto la medaglia di bronzo. Fermamente anticomunista, nel 1946, all'inizio della guerra civile, si trasferirà presso alcuni parenti già emigrati negli Stati Uniti, aprendo poi un'agenzia investigativa.
- Waldo Preger. Capitano dei paracadutisti, ha contribuito alla sanguinosa conquista dell'isola di Creta da parte dell'aviazione tedesca; come Bora, ha partecipato anche alla guerra civile spagnola.
 Figlio dell'intendente nella tenuta di campagna della famiglia Bora a Trakehnen, conosce Martin sin dall'infanzia. A causa della differente estrazione sociale e di una lite furiosa i due ragazzi, un tempo amici, si erano poi irrimediabilmente allontanati: mentre Martin ha quasi dimenticato, in Waldo rancore e risentimento sono ancora molto vivi.
- Alois Villiger. Professore di archeologia, collaborava con Himmler conducendo ricerche sulle origini della razza ariana. Sfuggente e doppiogiochista, probabilmente collaborava anche con i Servizi Segreti russi e italiani, oltre che con quelli tedeschi. Non era particolarmente benvoluto e dunque la sua morte violenta può avere cause tanto personali quanto professionali.
- Pericles Savelli. Archeologo italiano. Ambiguo e incompetente, riesce comunque a fare carriera grazie ai suoi agganci e alle giuste frequentazioni sociali. Non è escluso che nel corso delle sue attività abbia potuto ricorrere alla coercizione e al ricatto.
- Frances Liberty Allen. Archeologa di origine texana; di temperamento duro e ribelle, si è trasferita a Creta per sfuggire alle convenzioni e all'oppressione di una famiglia dominata da un padre militare, rigido e intransigente. Ha sposato Andonis Siderhaki, più giovane di lei, un partigiano cretese simpatizzante comunista. Rimasta vedova durante la guerra civile greca della fine degli anni quaranta, ritorna negli Stati Uniti dove inizia ad insegnare e ad occuparsi di diritti civili.
- Patrick K.Sinclair. Tenente dell'esercito inglese, appartenente alle truppe di presidio a Creta prima dell'arrivo dei tedeschi. Pur essendo anglo-indiano ha avuto modo di studiare al Pembroke College di Cambridge, ma la sua carriera militare non è stata né rapida né facile.
- Rifat Bayar Agrali, detto Rifat Bey. Uomo d'affari turco, vicino del professor Villiger, con il quale aveva pessimi rapporti. Dopo essere rimasto due volte vedovo (e non essendo forse estraneo alla morte di entrambe le consorti) ha instaurato una pericolosa relazione con Signora Cordoval, un'artista di cabaret che a causa delle sue origini ebraiche deve rimanere ben nascosta.

## Cronologia
L'azione globale del romanzo si estende da sabato 31 maggio a lunedì 9 giugno del 1941.
Nell'ambito del ciclo dedicato al personaggio ricorrente di Martin Bora, la storia narrata è precedente rispetto a quella di altri romanzi già pubblicati: cronologicamente La strada per Itaca, che riguarda il periodo compreso tra la conquista dell'Isola di Creta da parte dei tedeschi e l'attesa per l'avvio dell'Operazione Barbarossa, si colloca dopo Lumen (campagna polacca) e prima de Il cielo di stagno (campagna russa).

## Edizioni

### Edizioni italiane
- Ben Pastor, La strada per Itaca, traduzione di Luigi Sanvito, pag. 493, Sellerio editore, 2014. ISBN 978-88-389-3257-1